# Ngatangiia
 (février 2015).
Si vous disposez d'ouvrages ou d'articles de référence ou si vous connaissez des sites web de qualité traitant du thème abordé ici, merci de compléter l'article en donnant les références utiles à sa vérifiabilité et en les liant à la section « Notes et références ».

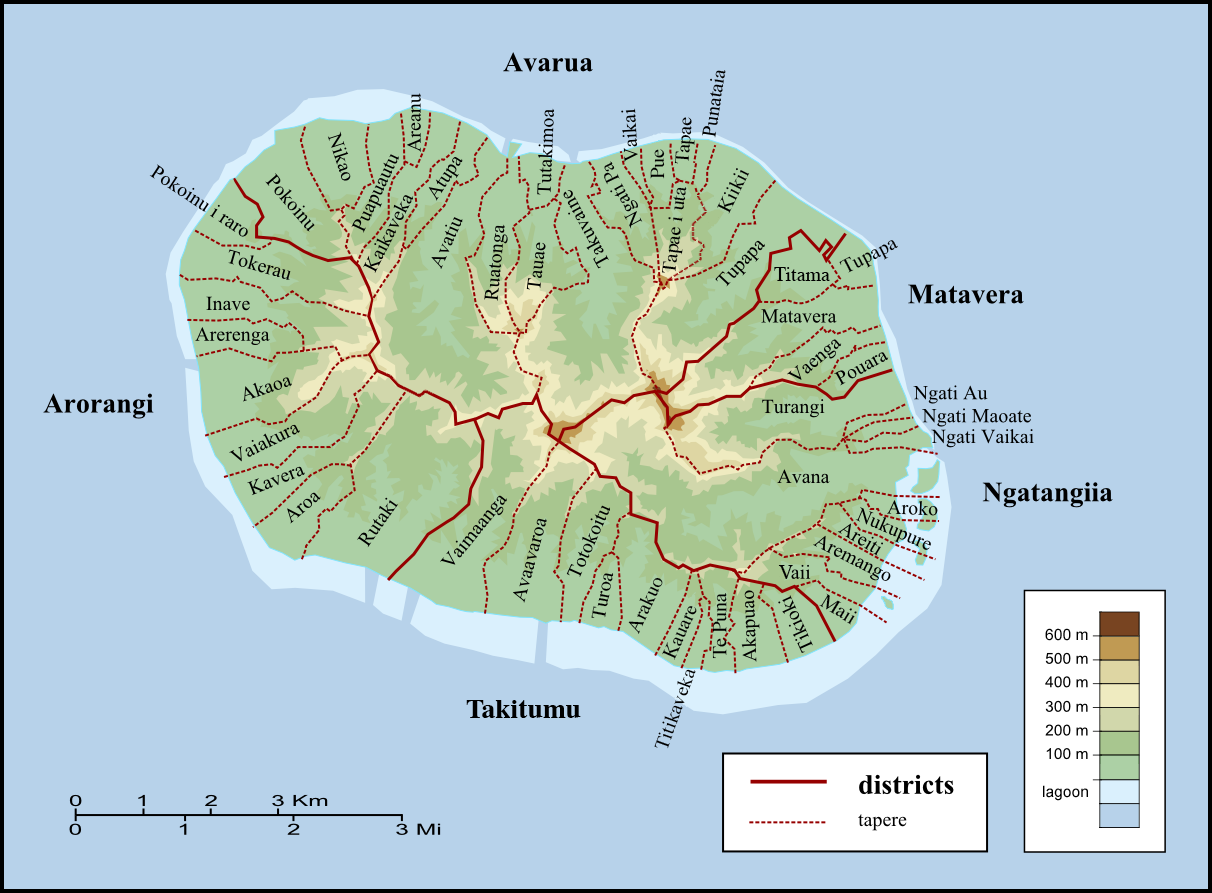
Districts et tapere de Rarotonga

Ngatangi'ia [ŋataŋi?ia] est l'un des cinq districts de l'île de Rarotonga (îles Cook). Situé entre les districts de Matavera et Titikaveka, il fait partie avec ceux-ci de la tribu de Takitumu. Il correspond à la circonscription électorale du même nom. Le district se subdivise en 17 tapere (sous-tribus) avec à leur tête un mataiapo

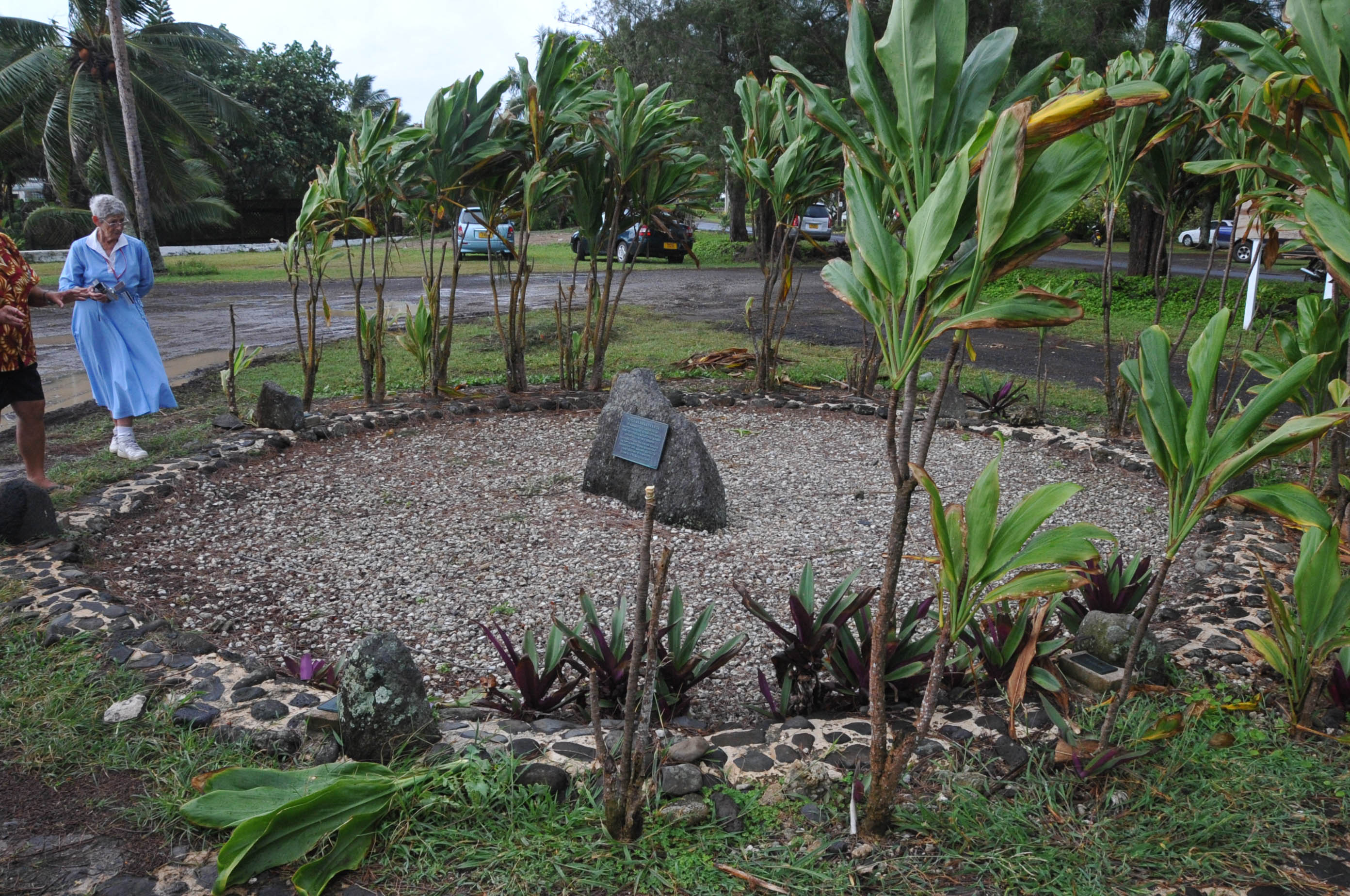
Un cercle de pierres commémore les Îles Cook qui ont colonisé la Nouvelle-Zélande

À l'origine du district la fondation du village éponyme par les missionnaires de la London Missionary Society dès 1827 afin de rassembler l'ensemble de la population de Takitumu au même endroit et faciliter les enseignements. Matavera et Titikaveka seront fondés quant à eux quelques années plus tard, bien que leur population appartiennent à la même tribu. Le nom complet du district est Ngati Tangiia, littéralement la lignée de Tangiia, ce dernier étant l'ancêtre fondateur de la tribu des Takitumu.